# Franco Modigliani

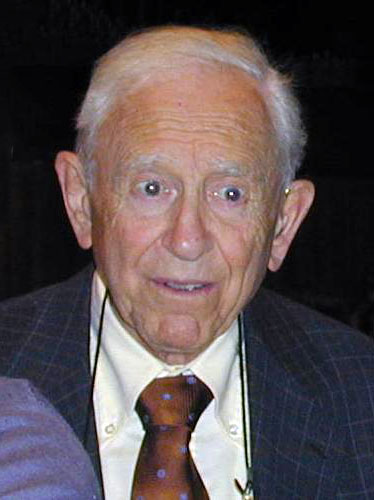
Franco Modigliani (2000)

Franco Modigliani (* 18. Juni 1918 in Rom; † 25. September 2003 in Cambridge, Massachusetts) war ein italienisch-amerikanischer Wirtschaftswissenschaftler und Nobelpreisträger. Er ist Träger des Alfred-Nobel-Gedächtnispreises für Wirtschaftswissenschaften des Jahres 1985.

## Leben
Franco Modigliani wurde am 17. Juni 1918 in einer jüdischen Familie in Rom geboren. Sein Vater, Enrico Modigliani, war Kinderarzt, seine Mutter Olga, geborene Flaschl, Sozialarbeiterin. Seine Eltern hofften, er würde den beruflichen Orientierungen des Vaters folgend Medizin studieren. Wegen seiner geringen Toleranz für körperliches Leid und Blut entschied er sich aber zunächst für die Rechtswissenschaften. Mit 17 schrieb er sich an der Universität Rom ein. Während der Studienzeit wurde er Mitglied der faschistischen Hochschulgruppe GUF und gewann einen der I littoriali-Wettbewerbe. Die damit verbundene schriftliche Arbeit bestärkte ihn aber in seiner Motivation für die Wirtschaftswissenschaften. Durch seinen freundschaftlichen Kontakt zu einem Antifaschisten und während eines England-Aufenthaltes 1935 wurde er mit der Kritik an der kriegerischen Politik Mussolinis konfrontiert und orientierte sich deutlich antifaschistisch.
1938 wurden in Italien die italienischen Rassegesetze gegen Juden erlassen. Aufgrund seiner jüdischen Herkunft und seiner antifaschistischen Ansichten hielt er sich zunächst in Paris auf. Hier heiratete er im Mai 1939 Serena Calabi und bemühte sich, sein Studium an der Sorbonne fortzusetzen. Auf Grund des hier herrschenden geringen Leistungsdruckes schrieb er nebenbei seine Doktorarbeit in der Bibliothek Sainte-Geneviève. Nur kurzzeitig kam er im Juni nach Rom zurück, um seine Promotionsarbeit zu verteidigen. Im August 1939 verließ er Italien, emigrierte in die USA und kam kurz vor Ausbruch des Zweiten Weltkrieges in New York an. Da er von der Graduierungsfakultät für Politik und Sozialwissenschaften in New York ein Stipendium erhielt, nahm er im Herbst ein dreijähriges Studium auf.
Nach Abschluss des Studiums 1941 nahm er eine Tätigkeit als Ausbilder am College für Frauen in New Jersey an. Bereits im folgenden Jahr wechselte er als Lehrer für Wirtschaft und Statistik ans Bard College der Columbia University. Hier veröffentlichte er im Januar 1944 in der Zeitschrift Econometrica seinen ersten Artikel in Englisch zum Thema „Liquidity Preference“, in dem er Teile seiner Doktorarbeit neu verarbeitete. Im gleichen Jahr kehrte er an das Institute of World Affairs der New School in New York zurück und beschäftigte sich hier vorrangig mit Themen des Nationaleinkommens und des Handels. Einen wissenschaftlichen Beitrag leistete er zur Erforschung des Sparens, der später als Duesenberg-Modigliani-Hypothese bekannt wurde. 1948 erhielt er das Political Economy Fellowship der University of Chicago, verließ New York und wurde Research Consultant der Cowies Commission for Research Economics. Wenig später nahm er ein Stellenangebot als Leiter eines Forschungsprojektes der University Illinois über „Erwartungen und Geschäftsschwankungen“ an. In den Jahren von 1953 bis 1954 war er intensiv mit der Ausarbeitung der „Life Cycle Hypothesis of Saving“ befasst und arbeitete Ende der 1950er Jahre an einem Buch über die Probleme der optimalen Geschäftsglättung. 1960 wurde er in die American Academy of Arts and Sciences gewählt, 1973 in die National Academy of Sciences. Ab 1962 unterrichtete er als Gastprofessor am Massachusetts Institute of Technology.
Im Jahr 1976 stand Modigliani der American Economic Association als gewählter Präsident vor.

## Forschung
Zusammen mit Merton H. Miller erarbeitete er das Modigliani-Miller-Theorem zur Unternehmensfinanzierung.
Für die von ihm entwickelte Lebenszyklushypothese erhielt der Wirtschaftsprofessor 1985 den Alfred-Nobel-Gedächtnispreis für Wirtschaftswissenschaften. Der Neokeynesianer war auch für die amerikanische Notenbank als Berater tätig.
Er kritisierte in den letzten Jahren wiederholt das Konjunkturpaket von Präsident George W. Bush, das kaum Anreize zu Investitionen gebe und die Nachfrage nur ungenügend ankurbele. Auch Italiens Silvio Berlusconi kritisierte er oft. (Zitat: „Sicher gibt es in Italien viel weniger Kommunisten. Aber es gibt viel mehr Berlusconis. Das ist das Problem.“)
Am 25. September 2003 verstarb Franco Modigliani in Massachusetts.